# Reserva natural de Tasmània
La Reserva natural de Tasmània situada a l'illa de Tasmània a Austràlia està inscrita a la llista del Patrimoni Mundial de la Humanitat de la UNESCO des del 1982.
La zona és una de les àrees de conservació més grans d'Austràlia, que abasta 15.800 km², i gairebé el 20% de Tasmània després de les extensions en 1989 i 2013 i constitueix una de les últimes extensions de selva temperada al món, i inclou les reserves naturals.
Es compon dels següents Parcs nacionals i reserves que fan la Reserva Natural de Tasmània
- Parc Nacional Cradle Mountain-Lake St. Clair
- Parque Nacional Southwest
- Parc Nacional Franklin-Gordon Wild Rivers
- Parc Nacional Hartz Mountains
- Parc Nacional Mole Creek Karst
- Parc Nacional Walls of Jerusalem
- Àrea de conservació Central Plateau
- Reserva estatal Devils Gullet